# Constantin Dobrogeanu-Gherea
Constantin Dobrogeanu-Gherea, né Solomon Katz le 21 mai 1855 près de Dnipro à Slawjanka (dans le gouvernement de Iekaterinoslav, Empire russe, aujourd'hui en Ukraine) et mort le 7 mai 1920 à Bucarest (Roumanie), est un auteur et politicien roumain.
Théoricien marxiste, Constantin Dobrogeanu-Gherea est le père de l'activiste communiste Alexandru Dobrogeanu-Gherea et du philosophe Ionel Gherea.